# موتا د کونتی
موتا د کونتی (به ایتالیایی: Motta de' Conti) یک کومونه در ایتالیا است که در استان ورسلی واقع شده‌است. موتا د کونتی ۱۱٫۸ کیلومتر مربع مساحت و ۸۵۱ نفر جمعیت دارد.